# Ermengol I di Pallars
Ermengol I di Pallars (Ermengol anche in spagnolo, in catalano e in francese; seconda metà del secolo X – 1011 circa) fu Conte di Pallars dal 995 alla sua morte.

## Origine
Secondo il testamento del padre (non consultato), Ermengol era il figlio primogenito del Conte di Pallars, Borrell I e di Ermentrude di Rouergue, che secondo le Europäische Stammtafeln, volume III, parte 1, n° 119 (non consultate) era la figlia del conte di Rouergue, Raimondo II, e di Riccarda, figlia di Odoino.

Borrell I di Pallars, secondo il documento n° 296 del CATALUNYA CAROLINGIA VOLUME II (non consultato) era il figlio secondogenito del Conte di Pallars, Lupo I e di Gotruda di Cerdanya, figlia del Conte di Cerdanya di Conflent e di Besalú Miró II, come conferma lo storico catalano, Pròsper de Bofarull i Mascaró.

## Biografia
Suo padre, Borrell I aveva governato la contea assieme ai fratelli, Raimondo II e Suniario I, sebbene Raimondo II, che era il maggiore, esercitasse una sorta di supremazia sui fratelli, come ci viene confermato anche dal documento n° 296 del CATALUNYA CAROLINGIA VOLUME II (non consultato).
Suo padre, Borrell I, fece testamento, come riportato dal documento n° 320 del CATALUNYA CAROLINGIA VOLUME II (non consultato), in cui dispone lasciti, citando tutti i suoi sei figli, tra cui Ermengol.

Il testamento non è datato, ma si ritiene che BorrelI morì nel 995 e, dato che in quello stesso anno era morto anche il fratello, Raimondo II, il terzo fratello, Suniario I continuò a governare la contea, associando al governo Ermengol, che fu in sottordine allo zio.
Sua madre, Ermetrude, dopo essere rimasta vedova, sposò in seconde nozze il fratello di suo padre Borrel I, lo zio, Suniario I, come ci viene confermato dal documento n° 6 di El Monestir de Santa Maria de Gerri (segles XI-XV) Collecció Diplomática, II (non consultato).
Di Ermengol non si hanno più notizie; secondo alcune fonti premorì alla zio; secondo altre fonti, dopo la morte dello zio visse per oltre vent'anni , ma fu estromesso dal governo della contea che fu divisa tra i suoi due cugini o fratellastri, Raimondo III e Guglielmo II.

## Matrimonio e discendenza
Di Ermengol non si conosce il nome di alcuna moglie e di lui non si conosce alcuna discendenza.

### Fonti primarie
- (LA)  Histoire générale de Languedoc : avec des notes et les pièces justificatives, T. 5.

### Letteratura storiografica
- (ES)  Bofarull i Mascaró, Los condes de Barcelona vindicados, Tome I,.
- (EN) The Development of Southern French and Catalan Society, 718-1050, su libro.uca.edu.